# قهاتيون
القهاتيون هم أحد الأفرع الرئيسية الأربعة لنسل اللاويين، وهم حسب الكتاب المقدس منحدرون من قهات بن لاوي. انقسم القهاتيون إلى أربعة أقسام، وكان القهاتيون أكثر من ثلث عدد اللاويين.
ينسب الكتاب المقدس وظيفة كهنوتية محددة، وهي العناية بالأوعية والأشياء الموجودة في الخيمة وتابوت العهد والمينوراه ومائدة شيبرد، إلخ.

## مدن القهاتيين
وفقًا لسفر يشوع امتلك القهاتيين العديد من المدن المنتشرة في جميع أنحاء المنطقة الجغرافية في مملكة إسرائيل جنوب وادي يزرعيل، وشمال الجليل، وكان لبني هارون القهاتيين في كنعان ثلاث عشرة مدينة في يهوذا وبنيامين وشمعون، ولبقية بني قهات عشر مدن في أفرايم ودان ومنسى في غربي الأردن، ومدنهم كانت أكثر من مدن الجرشونيين والمراريين. والعشر مدن هم:
- من سبط أَفْرَايِمَ: شكيم، وجازر، وقِبْصَايِمُ، وبيت حورون
- وَمِنْ نِصْفِ سِبْطِ مَنَسَّى: تَعْنَكُ، وجت ريمون
- ومن سبط دان: إِلْتَقَى، وَجِبَّثُونُ، وَأَيَّلُونُ، وَجَتُّ رِمُّونَ.[5]